# 연산역 (부산)
연산역(Yeonsan station, 蓮山驛)은 부산광역시 연제구 연산동 연산 교차로에 있는 부산 도시철도 1호선과 부산 도시철도 3호선의 환승역이다.

## 연혁
- 1985년 7월 19일 : 부산 도시철도 1호선 1단계 구간 개통과 함께 연산동역으로 영업 개시
- 2005년 11월 28일 : 부산 도시철도 3호선 개통으로 인하여 환승역이 됨
- 2010년 2월 24일 : 연산역으로 역명 변경

## 역 구조
1호선 승강장과 3호선 승강장을 잇는 환승 통로에는 4개의 계단이 설치되어 있다. 3호선 승강장 기준으로 1, 2번 계단은 서면·신평·다대포해수욕장 방면, 3, 4번 계단은 동래·노포 방면이다. 또한, 3호선을 이용한 후 3, 4번 계단을 이용하여 1호선 열차를 이용한 후 동래역으로 가서 4호선으로 갈아탈 수 있다. 두 노선 모두 2면 2선의 상대식 승강장을 갖추고 있으며, 곡선 승강장에 스크린도어가 설치되어 있다. 이 역은 두 노선 모두 승강장이 곡선으로 많이 휘어 있어서 승강장과 열차 사이 간격이 제법 넓어 1호선 서면역에 이어 발빠짐 사고가 두번째로 잦은 것으로 집계되었다.

### 1호선 승강장
- 반대편 횡단: 불가능[a]

| 시청 ↑ |
| \| 상  |
| ↓ 교대 |

| 상행 | ● 부산 도시철도 1호선 | 부전 · 서면 · 초량·다대포해수욕장 방면 |
| 하행 | ● 부산 도시철도 1호선 | 동래 · 명륜 · 온천장 · 노포 방면       |

### 3호선 승강장
- 반대편 횡단: 불가능[a]

| 물만골 ↑ |
| \| 상    |
| ↓ 거제   |

| 상행 | ● 부산 도시철도 3호선 | 물만골 · 수영 방면             |
| 하행 | ● 부산 도시철도 3호선 | 미남 · 덕천 · 구포 · 대저 방면 |

## 역명의 유래
역사가 위치한 곳의 교차로명에서 유래하였다. 연산동(蓮山洞)은 옛날 연산동 일대에 수련이 많이 피었고, 황령산 · 배산 등 산지가 많아 연산동으로 불렸다는 설과 황령산 등 산줄기가 이어진 곳이어서 연산동으로 불렸다는 설이 있다. 또는 이 지역에 있는 산이 황령산이므로 연산으로 불리었다고 풀이하기도 한다.

## 역 주변
- 연산교차로
- 연제초등학교
- 연천초등학교
- 연천중학교
- 연일중학교
- 연산중학교
- 부산외국어고등학교
- 부산남일고등학교
- 부산경상대학교
- 미소여성아동병원
- 연산4동 행정복지센터
- 연산자이아파트
- 아뜨리움 웨딩홀
- 연산동 SK뷰 아파트

## 승차량 변동
| 노선  | 승차 인원 | 승차 인원 | 승차 인원 | 승차 인원 | 승차 인원 | 승차 인원 | 승차 인원 | 주 석 |
| 노선  | 2002년    | 2003년    | 2004년    | 2005년    | 2006년    | 2007년    | 2008년    | 주 석 |
| ----- | --------- | --------- | --------- | --------- | --------- | --------- | --------- | ----- |
| 1호선 | 28434     | 25307     | 23390     | 22105     | 17851     | 25552     | 18987     | [ 1 ] |
| 3호선 | 미개통    | 미개통    | 미개통    | 5398      | 6347      | 7786      | 8088      | [ 1 ] |
| 노선  | 2009년    | 2010년    | 2011년    | 2012년    | 2013년    | 2014년    | 2015년    |       |
| 1호선 | 20215     | 21355     | 21638     | 20961     | 21122     | 21387     | 21223     | [ 1 ] |
| 3호선 | 8403      | 8858      | 9260      | 9269      | 9685      | 9965      | 10089     | [ 1 ] |

## 사진

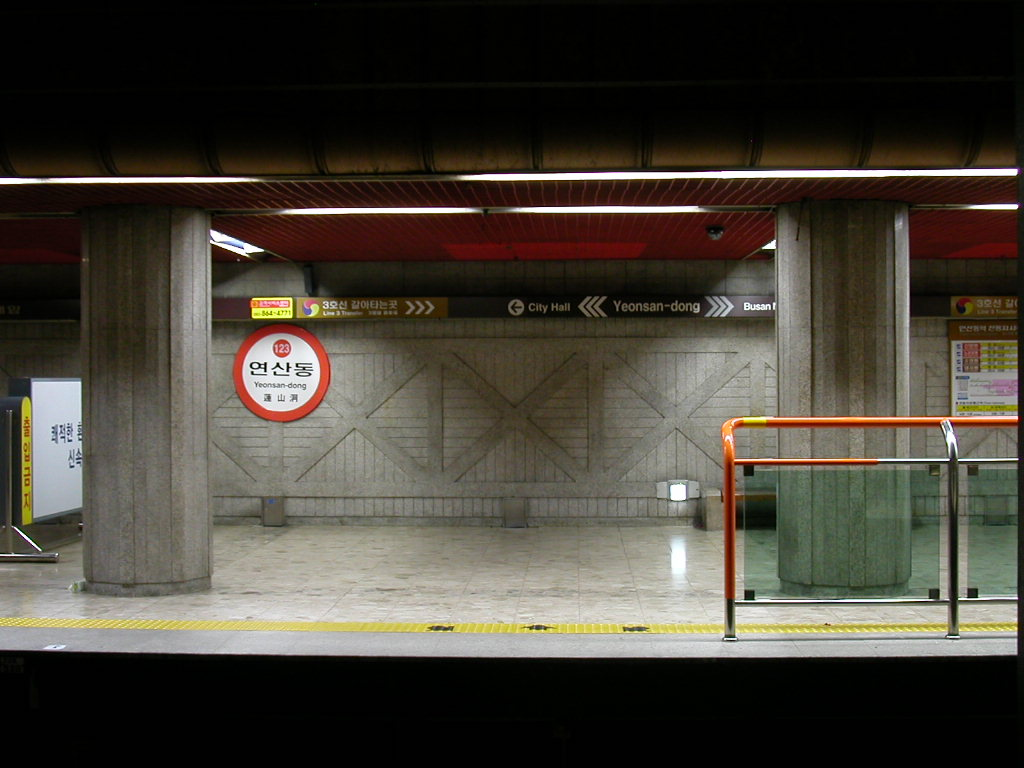
1호선 승강장 (연산동역 시절, 스크린도어 설치 전)
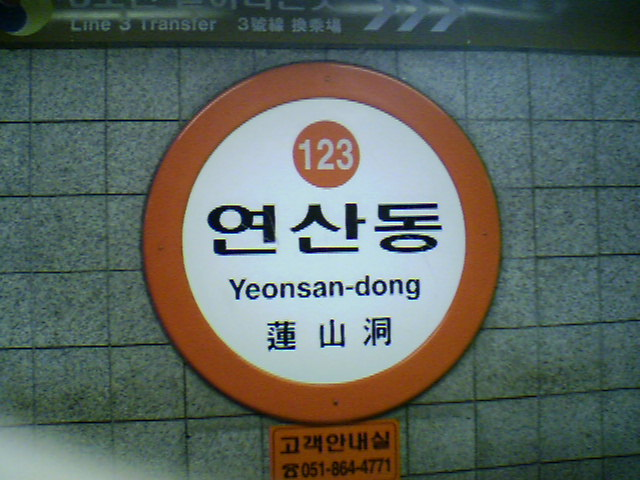
1호선 역명판(연산동역 시절)
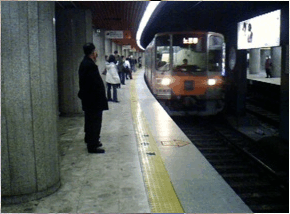
1호선 승강장 (2006년)
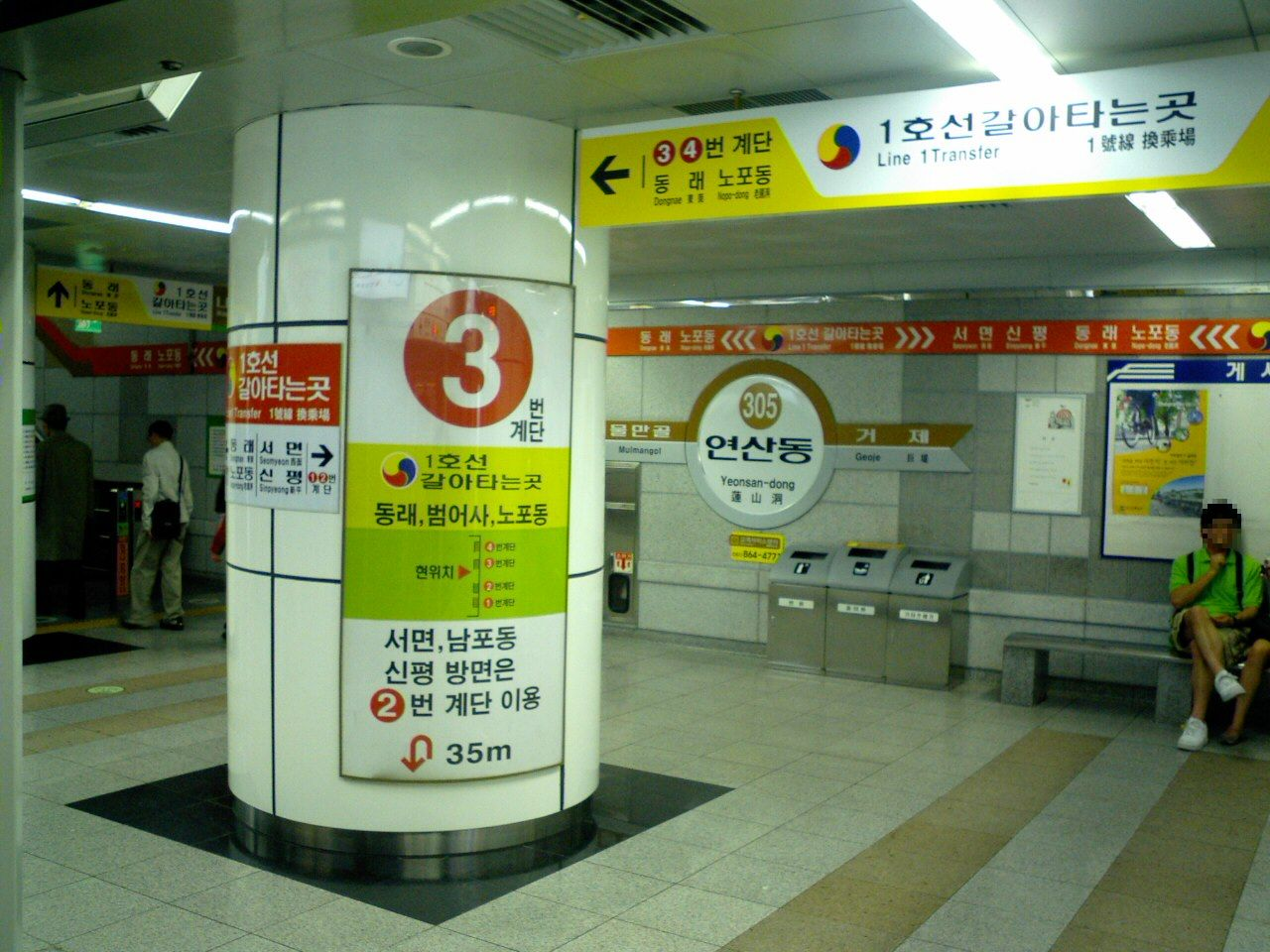
3호선 승강장 (연산동역 시절)
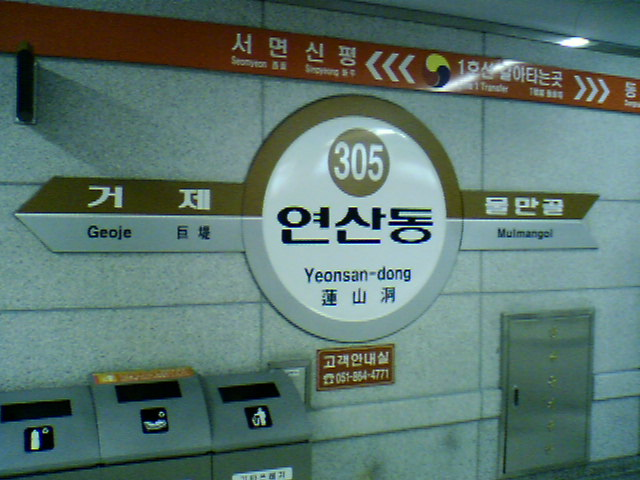
3호선 역명판 (연산동역 시절,2009년)
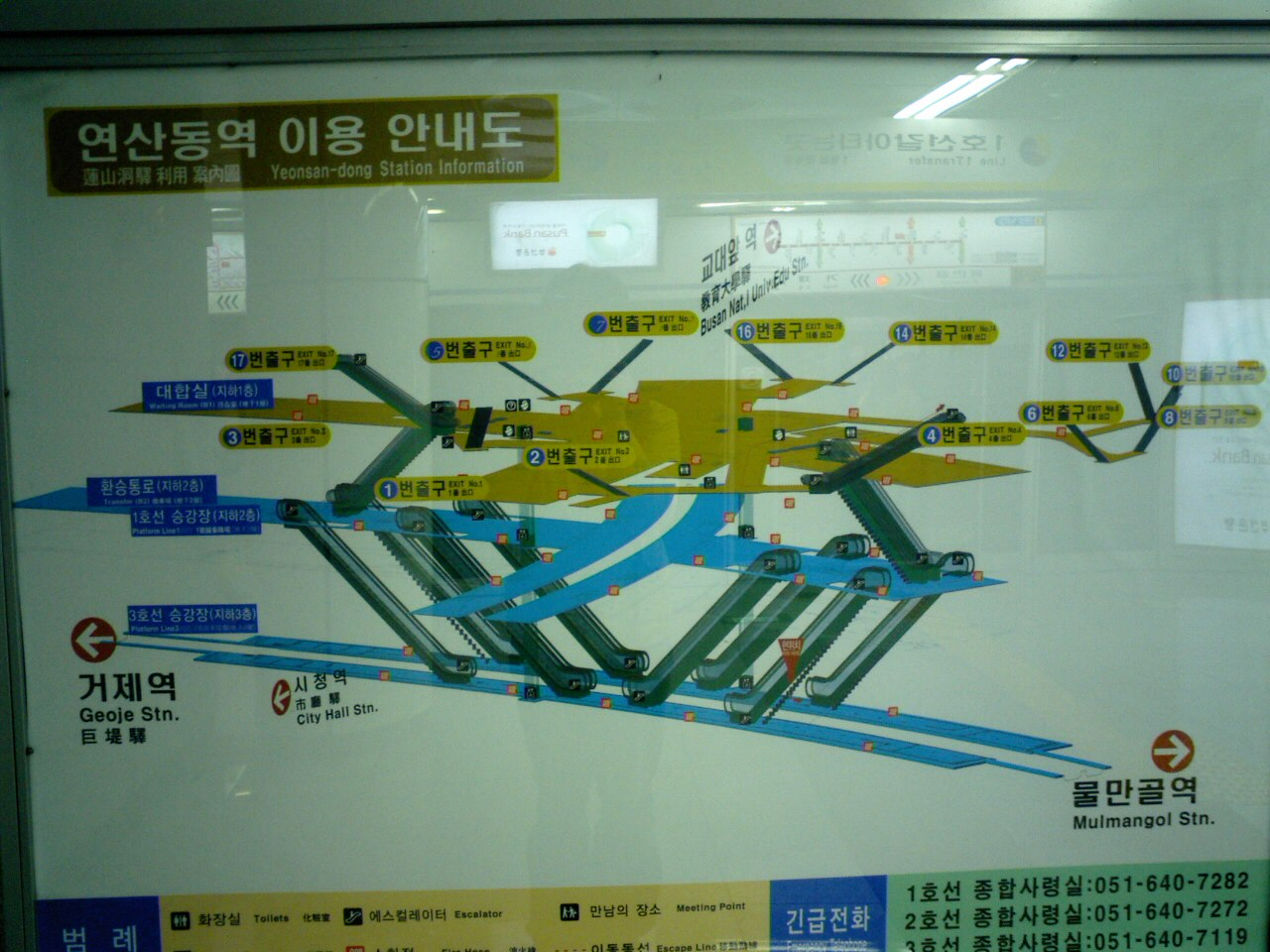
안내도
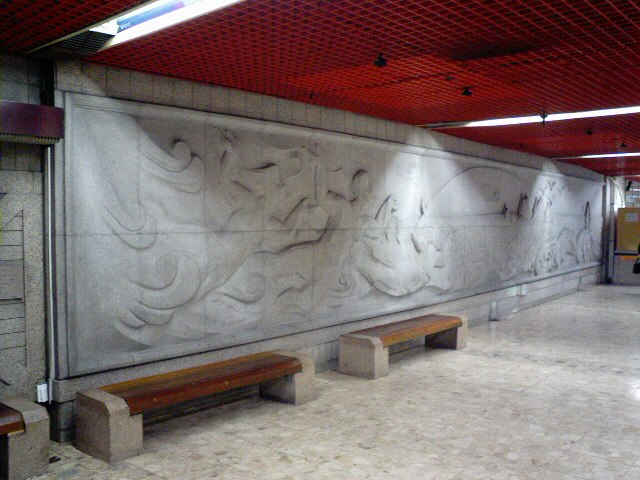
벽화 (다대포해수욕장 방면 승강장)
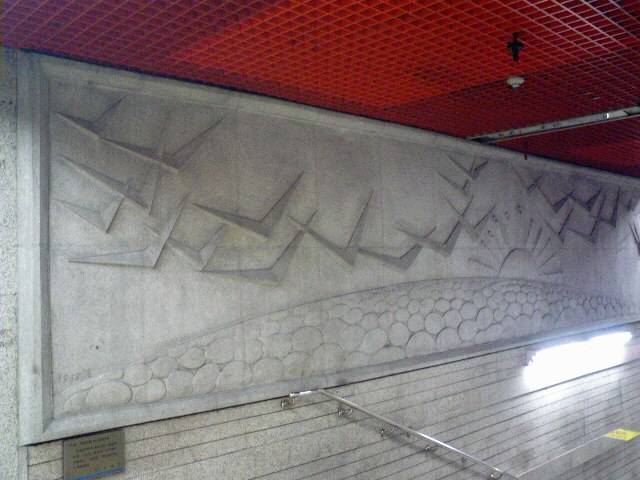
벽화 (노포 방면 승강장)
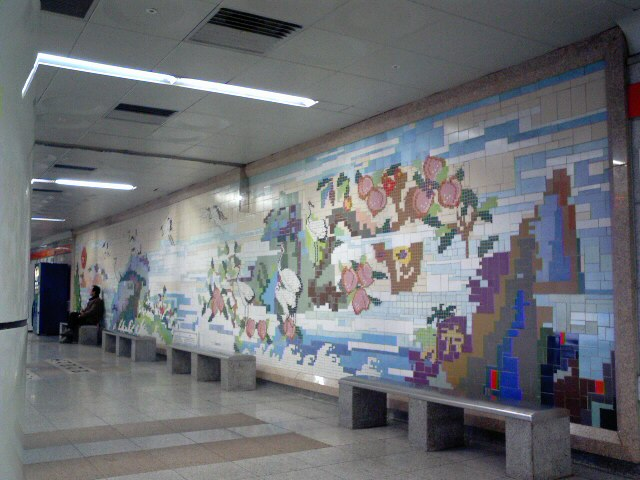
벽화 (대저 방면 승강장)

## 인접한 역
| 부산 도시철도 1호선          | 부산 도시철도 1호선   | 부산 도시철도 1호선 |
| ---------------------------- | --------------------- | ------------------- |
| 122 시청 다대포해수욕장 방면 | ● 부산 도시철도 1호선 | 124 교대 노포 방면  |
| 부산 도시철도 3호선          |                       |                     |
| 304 물만골 수영 방면         | ● 부산 도시철도 3호선 | 306 거제 대저 방면  |

### 내용주
1. 1 2  환승통로를 이용한 횡단만 가능하다.

### 참조주
1. 1 2 3 4  원자료는 부산 도시철도 승객량 통계